# Haarbach
Haarbach település Németországban, azon belül Bajorországban. Lakosainak száma 2527 fő (2023. december 31.). Haarbach Beutelsbach, Ortenburg, Bad Griesbach im Rottal, Bad Birnbach és Egglham községekkel határos.

## Népesség
A település népessége az elmúlt években az alábbi módon változott:
| Lakosok száma | 2503 | 2382 | 2543 | 2531 | 2553 | 2587 | 2528 | 2523 | 2550 | 2527 |
|               | 1970 | 1975 | 2011 | 2012 | 2014 | 2015 | 2017 | 2019 | 2022 | 2023 |